# Fregaty typu Madina
Fregaty typu Madina – saudyjskie fregaty z lat 80. XX wieku. W latach 1981–1986 we francuskiej stoczni Direction des Constructions et Armes Navales w Lorient zbudowano jednostkę prototypową, zaś w stoczni Constructions industrielles de la Méditerranée w La Seyne-sur-Mer następne trzy okręty tego typu, które weszły w skład Królewskiej Saudyjskiej Marynarce Wojennej w latach 1985–1986. Wszystkie cztery fregaty nadal mają status operacyjny (stan na 2022 rok).

## Projekt i budowa
Fregaty typu Madina zostały zamówione we Francji przez rząd Arabii Saudyjskiej w październiku 1980 roku w ramach programu rozbudowy floty „Sawari”. Łączna wartość kontraktu wyniosła 14 milionów franków. Projekt okrętów o sygnaturze F 2000 został opracowany specjalnie dla saudyjskiego kontrahenta. Gładkopokładowe stalowe kadłuby fregat mają wysoką wolną burtę, a przez to dobrą dzielność morską.
Stępki okrętów położono w latach 1981–1982, a zwodowane zostały w latach 1983–1984. Fregaty wcielono do służby w Królewskiej Saudyjskiej Marynarce Wojennej w latach 1985–1986. Jednostki otrzymały numery burtowe 702, 704, 706 i 708.
| Okręt          | Stocznia               | Początek budowy      | Wodowanie        | Wejście do służby    |
| -------------- | ---------------------- | -------------------- | ---------------- | -------------------- |
| „Madina” (702) | DCAN, Lorient          | 15 października 1981 | 23 kwietnia 1983 | 4 stycznia 1985      |
| „Hofouf” (704) | CNIM, La Seyne-sur-Mer | 14 czerwca 1982      | 24 czerwca 1983  | 31 października 1985 |
| „Abha” (706)   | CNIM, La Seyne-sur-Mer | 7 grudnia 1982       | 23 grudnia 1983  | 4 kwietnia 1986      |
| „Taif” (708)   | CNIM, La Seyne-sur-Mer | 1 marca 1983         | 25 maja 1984     | 29 sierpnia 1986     |

## Dane taktyczno-techniczne
Okręty są fregatami rakietowymi z kadłubami wykonanymi ze stali, podzielonymi na czternaście przedziałów wodoszczelnych. Długość całkowita wynosi 115 metrów (106,5 metra na linii wodnej), szerokość 12,5 metra i zanurzenie 3,4 metra (4,9 metra z opuszczoną anteną sonaru). Wyporność standardowa wynosi 2000 ton, zaś pełna 2870 ton. Okręty napędzane są przez cztery silniki wysokoprężne SEMT-Pielstick 16 PA6-BTC o łącznej mocy 32 500 KM, poruszające poprzez wały napędowe dwoma śrubami. Maksymalna prędkość jednostek wynosi 30 węzłów. Okręty zabierają 370 ton paliwa, co pozwala osiągnąć zasięg wynoszący 8000 Mm przy prędkości 15 węzłów (lub 6500 Mm przy 18 węzłach). Energię elektryczną wytwarzają generatory prądotwórcze o łącznej mocy 3480 KM.
Uzbrojenie artyleryjskie jednostek składa się z umieszczonej na dziobie w wieży pojedynczej armaty uniwersalnej Creusot-Loire Compact kal. 100 mm L/55. Kąt podniesienia lufy wynosi od -15 do 80°, waga pocisku 13,5 kg, donośność pozioma 15 000 metrów i pionowa 8000 metrów, teoretyczna szybkostrzelność 90 strz./min, a zapas amunicji 500 sztuk. Artylerię przeciwlotniczą stanowią umieszczone po obu stronach komina dwa podwójne stanowiska działek przeciwlotniczych Breda-Bofors kal. 40 mm L/70, także w wieżach. Kąt podniesienia lufy wynosi od -13 do 85°, skuteczna donośność 3500–4000 metrów, prędkość początkowa pocisku 1000 m/s, teoretyczna szybkostrzelność 600 strz./min, a zapas amunicji 6300 sztuk.
Na śródokręciu umieszczono dwie poczwórne wyrzutnie przeciwokrętowych pocisków rakietowych Otomat Erato Mk 2. Pocisk rozwija prędkość 0,9 Ma, ciężar głowicy bojowej wynosi 200 kg, zaś maksymalny zasięg (przy użyciu śmigłowca pokładowego) wynosi 180 km. Na dachu hangaru znajduje się 8-prowadnicowa wyrzutnia pocisków przeciwlotniczych Crotale, z maksymalnym zapasem 26 rakiet. Pocisk rozwija prędkość 2,3 Ma, ciężar głowicy bojowej wynosi 15 kg, może zwalczać cele na dystansie od 700 do 13 000 metrów, poruszające się na pułapie od 4 do 5000 metrów. Okręty wyposażone są też w umieszczone na rufie cztery wyrzutnie torpedowe kal. 550 mm. Kierowane przewodowo (lub samonaprowadzające) torpedy F 17P mają głowicę bojową o masie 250 kg, maksymalną prędkość 40 węzłów i zasięg do 20 000 metrów.
Wyposażenie radioelektroniczne obejmuje dwa radary nawigacyjne Decca TM 1226, radar dozoru nawodnego i powietrznego DRBV 15 Sea Tiger, radar artyleryjski Castor-IIc, sonar kadłubowy Thomson-CSF TSM 2630 Diodon oraz sonar holowany TSM 2630 Sorel, zintegrowany system walki Thomson-CSF TAVITAC i system zakłóceń Thomson-CSF DR 4000S. Na okrętach zamontowano też dwie wyrzutnie celów pozornych Dagaie.
Wyposażenie lotnicze stanowi śmigłowiec SA 365F Dauphin 2, stacjonujący w umieszczonych na rufie hangarze i lądowisku.
Załoga pojedynczego okrętu składa się z 15 oficerów, 50 podoficerów i 114 marynarzy.

## Służba
Po podniesieniu bander i szkoleniu załóg, fregaty wyruszyły w rejs do Arabii Saudyjskiej. W latach 1997–2000 w stoczni DCN w Tulonie dokonano modernizacji jednostek, obejmującej m.in. instalację systemu obsługi śmigłowców Samahé 110, aktualizację zintegrowanego systemu walki TAVITAC oraz ulepszenie sonarów i systemów rakietowych. W 2003 roku fregaty poddano kolejnemu remontowi połączonemu z modernizacją. Okręty nadal służą w saudyjskiej flocie, stacjonując w Dżuddzie, choć spędzają w morzu tylko kilka tygodni w roku (stan na 2022 rok).